# Itame angulata
Itame angulata är en fjärilsart som beskrevs av W. Warren 1897. Itame angulata ingår i släktet Itame och familjen mätare. Inga underarter finns listade i Catalogue of Life.